# James Moffat
Pour les articles homonymes, voir Richard Allen, Allen et Moffat.
James Moffat (27 janvier 1922-8 novembre 1993) aussi connu sous son nom de plume de Richard Allen est un romancier britannique.

## Biographie
Il est l'auteur de roman décrivant des scènes musicales, de la culture underground, des contre-cultures, ou des groupes sociaux, particulièrement les skinheads, les suedeheads, les punks et les mods. Son œuvre a été rééditée en 6 volumes par ST Publishing dans les années 1990. Un documentaire de la BBC sur sa vie, Skinhead Farewell, fut diffusé en 1996.

## Publications
- Boot Boys
- Demo
- Dragon Skins
- Glam
- Knuckle Girls
- Midnight Peeper (sous le nom de Richard Allen)
- Mod Rule
- Punk Rock
- Skinhead
- Skinhead Escapes
- Skinhead Farewell
- Skinhead Girls
- Smoothies
- Sorts
- Strange Fruit (sous le nom de Richard Allen)
- Suedehead
- Teeny Bopper Idol
- Terrace Terrors
- Top-Gear For Skinhead
- Trouble For Skinhead (originally to be titled Skinhead In Trouble)
- Twisted (sous le nom de Richard Allen)